# Stazione di Mutsumi
La stazione di Mutsumi (六実駅?, Mutsumi-eki) è una stazione ferroviaria della città giapponese di Matsudo della prefettura di Chiba ed è servita dalla linea Tōbu Noda (Tōbu Urban Park Line) delle Ferrovie Tōbu.

## Linee
Ferrovie Tōbu
 Linea Tōbu Noda

## Struttura
La stazione è realizzata in superficie, con un marciapiede laterale e uno a isola con tre binari passanti. Il fabbricato viaggiatori è collegato ai marciapiedi da scale fisse e ascensori.
| 1   | ● Linea Tōbu Noda | per Kashiwa, Kasukabe, Iwatsuki e Ōmiya |
| 2-3 | ● Linea Tōbu Noda | per Shin-Kamagaya e Funabashi           |

## Stazioni adiacenti
| «          | Servizio   | »             |
| Linea Noda | Linea Noda | Linea Noda    |
| ---------- | ---------- | ------------- |
| Takayanagi | Locale     | Shin-Kamagaya |